# Chemigrafia

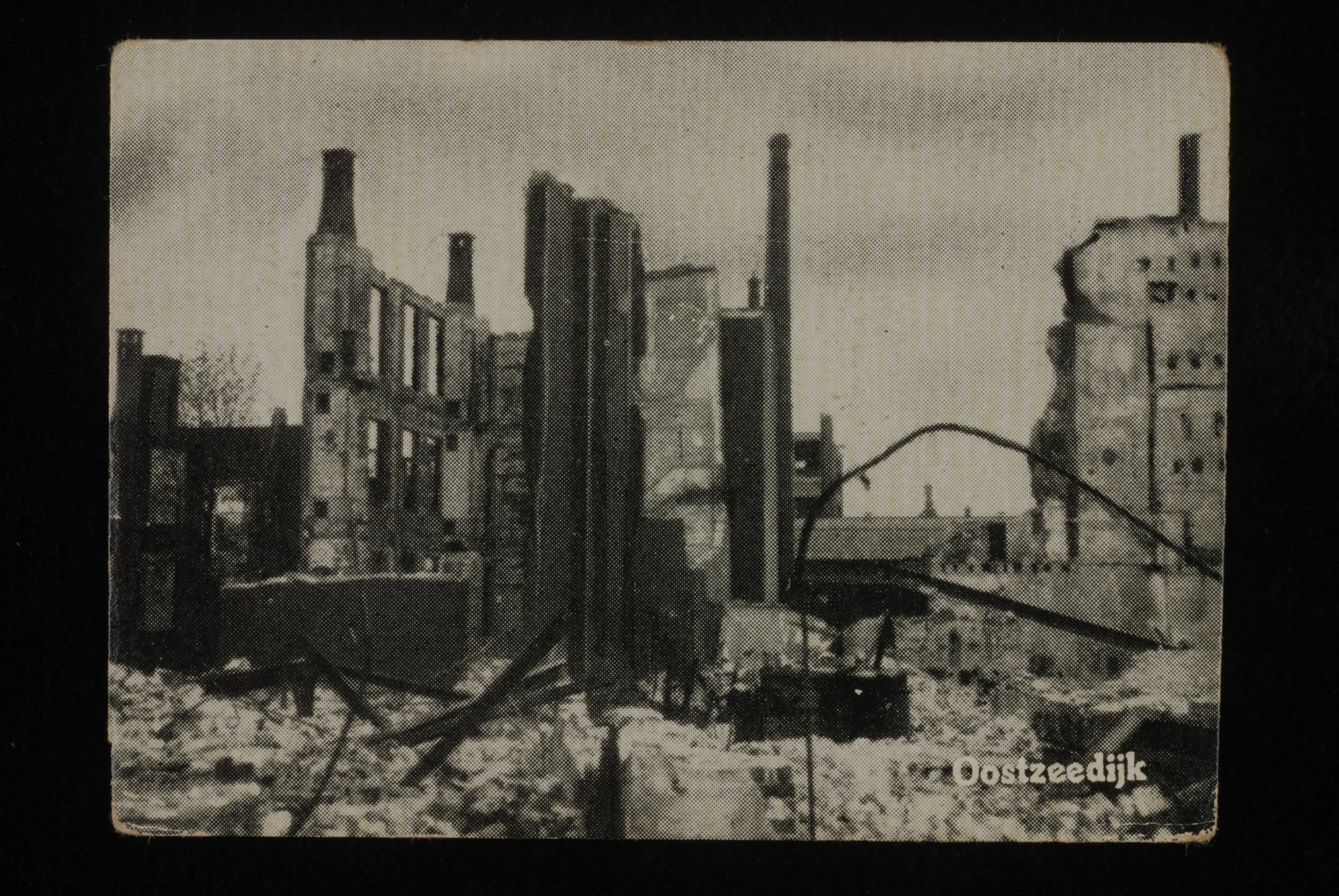
Wydruk z kliszy uzyskanej techniką chemigrafii

Chemigrafia, fotochemigrafia, cynkografia – chemiczna obróbka powierzchni niektórych metali. Powierzchnia trawionego metalu jest częściowo zakryta warstwą odporną na chemię używaną w czasie trawienia i dzięki temu uzyskuje się odpowiedni relief. Technika ta pozwala na trawienie powierzchni metalowych ażurowo, jak i trawień matryc lub patryc mających zastosowanie np. w poligrafii. 

Ze względu na rodzaj wytrawianego metalu można mówić o cynkografii, chemigrafii magnezowej, chemigrafii miedzianej. 

Warstwę maskującą powierzchnię metalowej płyty można usuwać/nakładać mechanicznie lub można posłużyć metodami fotograficznymi i wówczas mamy do czynienia z fotochemigrafią. 

Obróbka chemigraficzna jest analogiczna do obróbki w fotochemigrafii, z tą różnicą, że masę dla powierzchni metalowj płyty nie uzyskuje się metodami fotograficznymi (zob. fotochemigrafia). 